# MCM10
MCM10‏ (Minichromosome maintenance 10 replication initiation factor) هوَ بروتين يُشَفر بواسطة جين MCM10 في الإنسان.